# Augustin Abel Hector Léveillé
Augustin Abel Hector Léveillé (1863, Le Mans - 1918) foi um sacerdote católico e botânico francês.
Foi um dos fundadores da Académie internationale de Géographie Botanique, assim como editou a partir de 1891 a revista científica Le Monde des Plantes.

## Reconhecimento
Além do género Leveillea Vaniot, o cientista teve seu nome atrelado as seguintes espécies:
- Adiantum leveillei Christ
- Aegilops leveillei Sennen  &  Pau
- Anemone leveillei Ulbr.
- Anthurium leveillei Sodiro
- Berberis leveilleana (C.K.Schneid.) Laferr.
- Bupleurum leveillei H.Boissieu
- Callicarpa leveilleana Fedde
- Caragana rosea Turcz.  ex Maxim.  var. leveillei (Kom.) Yakovlev
- Carex leveillei Husnot
- Celtis leveillei Nakai
- Cerasus leveilleana (Koehne) H.Ohba
- Cheilanthes leveillei Christ
- Clerodendrum leveillei Fedde  ex H.Lév.
- Colysis leveillei Ching
- Cotoneaster leveillei J.Fryer & B.Hylmö
- Cyclogramma leveillei (Christ) Ching
- Dichrocephala leveillei Vaniot
- Dryopteris leveillei Christ
- Euphrasia leveilleana Nakai
- Impatiens leveillei Hook.f.
- Jussiaea leveilleana Bertoni.
- Lysimachia leveillei Petitm.
- Magnolia leveilleana (Dandy) Figlar
- Oreocharis leveilleana Fedde
- Pedicularis leveilleana Bonati
- Pelea leveillei Faurie ex H.Lév.
- Pholidota leveilleana Schltr.
- Polystichum leveillei C.Chr.
- Pterostyrax leveillei (Fedde ex H.Lév.) Chun
- Rhamnus leveilleana Fedde
- Rosa leveillei Boullu
- Salix leveilleana C.K.Schneid.
- Salvia leveilleana Fedde
- Saussurea leveilleana Maire  ex H.Lév.
- Saxifraga leveillei H.J.Coste, Soulie & Luizet
- Semiaquilegia leveilleana Nakai
- Senecillis leveillei ( Vaniot ) Kitam.
- Tephrosia leveillei Domin
- Viola leveillei Boissieu

## Algumas de suas publicações
- 1911. Iconographie du Genre Epilobium, Epilobes d'Amérique, Epilobes d'Europe. Imágens on-line
- 1909. LXIII. Decades plantarum novarum. XIII. XIV., en: Friedrich Fedde (edits.): Repertorium Specierum Novarum Regni Vegetabilis. Centralblatt für Sammlung und Veroffentlichung von Einzeldiagnosen neuer Pflanzen, Berlin 6:263 Texto on-line